# Lexicon Mediae et Infimae Latinitatis Polonorum
Il Lexicon Mediae et Infimae Latinitatis Polonorum (in polacco: Słownik łaciny średniowiecznej w Polsce) è il più completo dizionario della lingua latina così com'era utilizzata nel Paese slavo dal X secolo fino alla prima metà del XVI.
Da un punto di vista gestionale, il lexicon è curato dall'Istituto di lingua polacca di Cracovia, che a sua volta è membro dell'Accademia polacca delle scienze.

## Storia

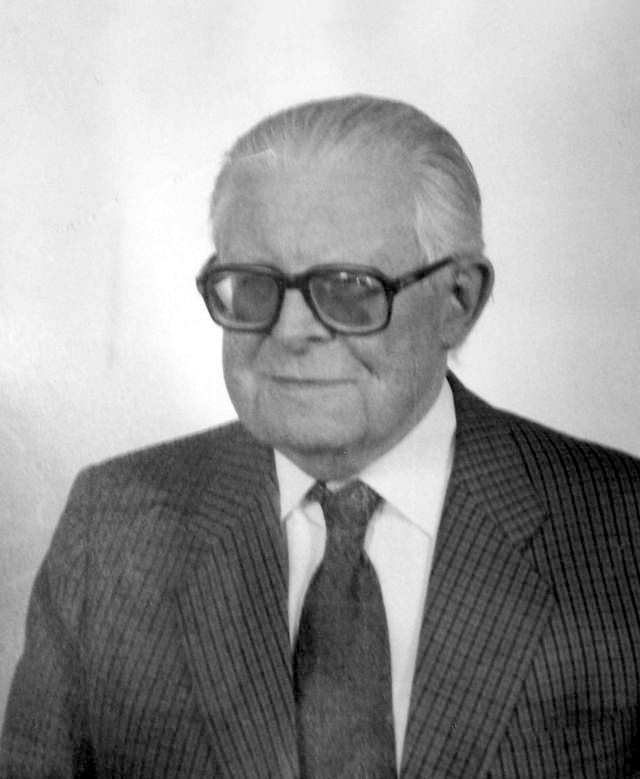
Il professor Marian Plezia

Analogamente a iniziative editoriali simili assunte in altri Paesi europei, il Lexicon Mediae et Infimae Latinitatis Polonorum si inserisce nel progetto collaborativo internazionale dell'Unione Académique Internationale lanciato nel 1920 il quale mirava a redigere un Glossarium condiviso del latino medievale basato sulle citazioni di documenti latini catalogati e selezionati da gruppi di accademie nazionali.
Le difficoltà tecniche e di coordinamento fecero ripiegare a favore della proposta del dottor Plezia di limitarsi a creare un complesso una serie di dizionari nazionali distinti. Le ricerche propedeutiche all'opera iniziarono in Polonia sotto l'egida dell'Accademia polacca della cultura e dal 1924 al 1939 furono raccolti la maggior parte degli estratti necessari. Lo scoppio della seconda guerra mondiale segnò una battuta di arresto del progetto, durata alcuni anni.
Il primo fascicolo fu pubblicato nel 1953, sotto la direzione di Marian Plezia (1917–1996), redattore di lungo corso dell'opera alla quale collaborò fino al suo pensionamento nel 1988. Gli succedette il Prof. Krystyna Weyssenhoff – Brozkowa (1934–2007) attivo fino al 2005, quando al suo posto fu nominato primo redattore Michał Rzepiela, a capo di un gruppo di sei studiosi.

## Storia editoriale
Dal 1953 sono stati pubblicati settanta fascicoli, raccolti in sette volumi completi (dalla lettera A alla lettera Q) a cui si aggiunge la maggior parte dell'ottavo volume che al 2011 era completo per le voci afferenti alle lettere R-sto. La sequenza dei fascicoli stampati è la seguente:
- Vol. I (fascicoli 1–8): A–Byssus
- Vol. II (fascicoli 1(9)–10(18)): Cabaciolum–Czweczko
- Vol. III (fascicoli 1(19)–10(28)): Dabilis–Exuvium
- Vol. IV (fascicoli 1(29)–6(34)): F–Hystrix
- Vol. V (fascicoli 1(35)–10(44)): I–Lyrista
- Vol. VI (fascicoli 1(45)–8(51)): M–Oxymel
- Vol. VII (fascicoli 1(52)–11(62): Pabulamen–Quout
- Vol. VIII (fascicoli 1(63)–9(71)): Rabalipton–Sto